# Wydział Operatorski i Realizacji Telewizyjnej Państwowej Wyższej Szkoły Filmowej, Telewizyjnej i Teatralnej im. Leona Schillera w Łodzi
Wydział Operatorski i Realizacji Telewizyjnej Państwowej Wyższej Szkoły Filmowej, Telewizyjnej i Teatralnej im. Leona Schillera w Łodzi – jeden z czterech wydziałów Państwowej Wyższej Szkoły Filmowej, Telewizyjnej i Teatralnej im. Leona Schillera w Łodzi. Jego siedziba znajduje się przy ul. Targowej 61-63 w Łodzi.

## Struktura
- Katedra Filmu Animowanego
- Katedra Fotografii[2]

## Kierunki studiów
- sztuka operatorska
- film animowany i efekty specjalne
- fotografia

## Władze
Dziekan: prof. dr hab. Paweł Edelman